# Hieronymus Bock

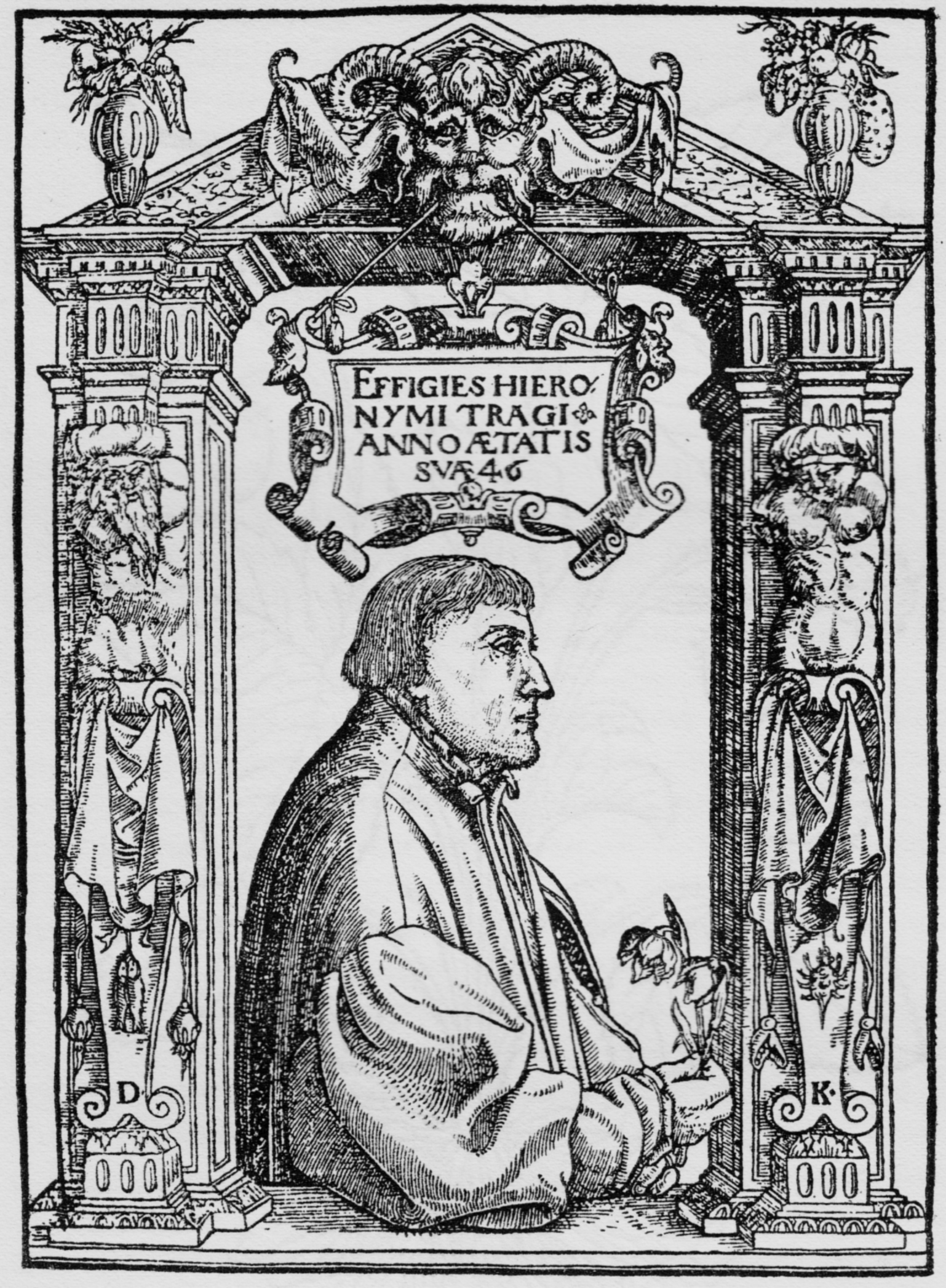
Hieronymus Bock

Hieronymus Bock (* 1498, wahrscheinlich in Heidelsheim, heute zu Bruchsal gehörend, in der Nähe von Bretten; † 21. Februar 1554 in Hornbach, Pfalz), genannt Tragus (altgriechisch τράγος trágos ‚(Ziegen-)Bock‘), war ein deutscher Botaniker, Arzt und lutherischer Prediger. Sein offizielles botanisches Autorenkürzel lautet „H.Bock“. Zusammen mit Otto Brunfels und Leonhart Fuchs zählt er zu den „Vätern der Botanik“.

## Leben
Über die Jugend von Hieronymus Bock ist außer dem Studium in Heidelberg, wo er sich 1519 immatrikulierte, wenig bekannt. Möglicherweise kam er bereits im Frühjahr 1518 im Umfeld der Heidelberger Disputation in Kontakt mit Martin Luthers Reformideen. Melchior Adam überliefert die Namen der Eltern als Heinrich und Margaretha, Bock selbst erwähnt in einer Ausgabe seines Kräuterbuches, die Brennnessel sei im Familienwappen enthalten.
Als Hieronymus’ Geburtsort kommen neben Heidelsheim (Bruchsal) mehrere Orte in der Pfalz oder Nordbaden in Frage. Der Heidelberger Immatrikulationseintrag 1519 nennt ihn „Iheronimus Bock de Schifferrstat dioc. Spir.“, übersetzt: „Hieronymus Bock aus Schifferstadt, Diözese Speyer“. In typisch humanistischer Manier gräzisierte er seinen Familiennamen: τράγος = griechisch (Ziegen-)Bock.
1522 erhielt er eine Anstellung als Lehrer und Botaniker in Zweibrücken, der Residenz Herzog Ludwigs II., des Vaters von Herzog Wolfgang.
Melchior Adam berichtet, dass Bock sich am 14. Januar 1523 mit Eva Victor verlobte, Tochter der Bürger Margaretha und Heinrich Victor aus Zweibrücken. Am 25. Januar heirateten die beiden und bekamen in den Folgejahren fünf Mädchen und fünf Jungen, die meisten starben jedoch früh, nur ein Mädchen und der Sohn Heinrich lebten länger. Der älteste Sohn, Oseas (* ca. 1524; † ca. 1541), wurde am 8. April 1532 vom Speyerer Dompropst Johann v. Erenberg als „Cleriker“ für die Gemeinde Frankweiler angenommen und erhielt so die Frühmessen-Pfründe.
Der führende theologische Kopf in Zweibrücken war zu jener Zeit Johann Schwebel, der spätere Reformator von Zweibrücken. Diese Begegnung prägte Bocks weiteren Lebensweg. Im März 1532 wurde Bock Leibarzt Ludwigs, konnte aber für den Fürsten, der wahrscheinlich an den Folgen schweren Alkoholmissbrauchs litt, nichts mehr tun, dieser starb noch im Laufe des Jahres.
Bock erhielt 1533 als verheirateter Laie eine Pfründe im Hornbacher Fabiansstift und wurde Prediger an der ehemaligen Benediktinerkirche St. Fabian. Mit hoher Wahrscheinlichkeit wurde diese Konstruktion gewählt, um den renommierten Wissenschaftler mit einer angemessenen Lebensgrundlage auszustatten und ihn in Zweibrücken halten zu können. Dem Reformdruck des Zweibrücker Hofes wurde von Seiten des Hornbacher Abtes Johann Kintheuser, der selbst im Konkubinat lebte und wohl im Laufe der 1530er Jahre diese Frau auch heiratete, wohl kaum etwas entgegengesetzt.

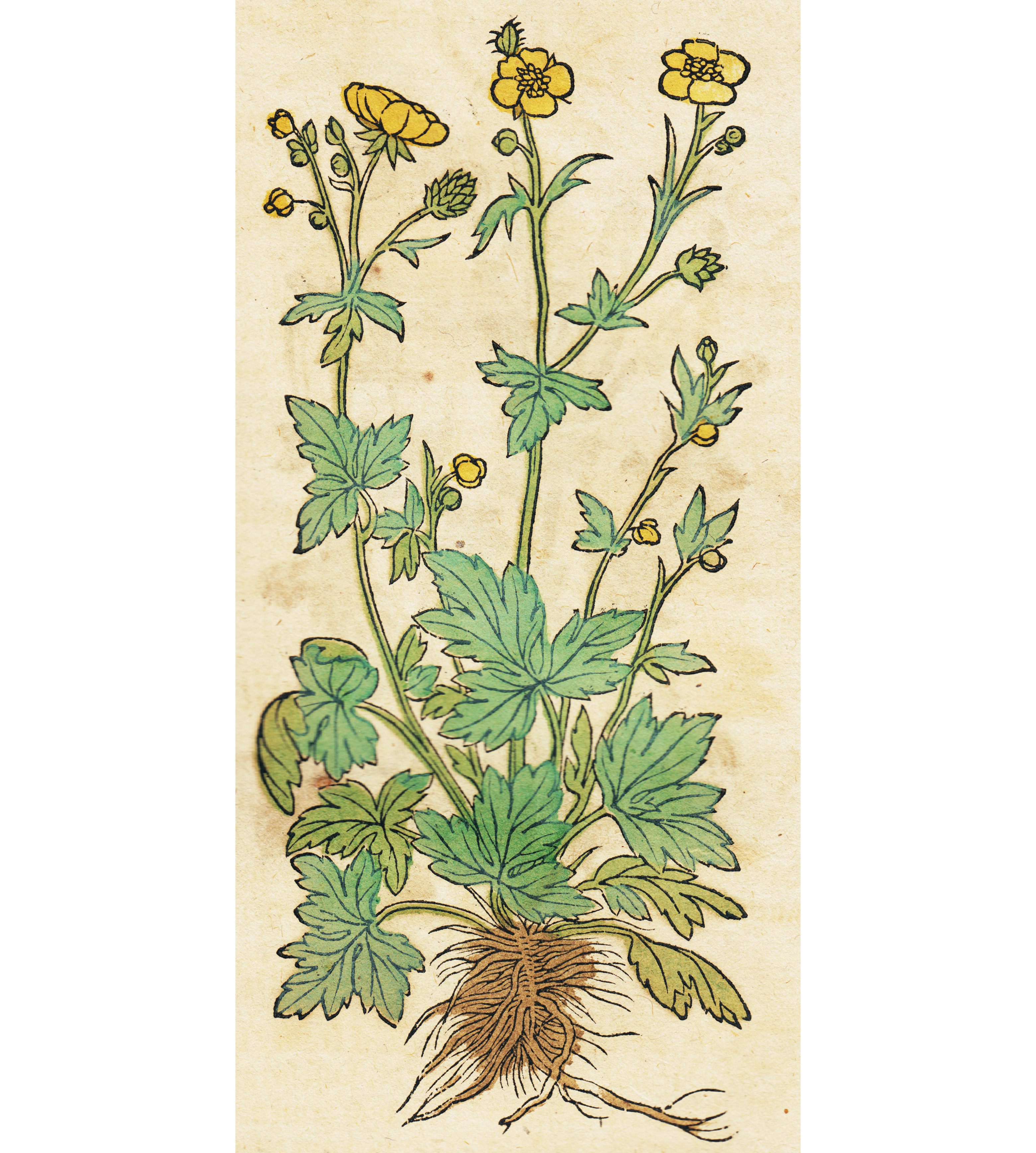
Scharfer Hahnenfuß Abbildung in: Hieronymus Bock. Kräuterbuch 1551

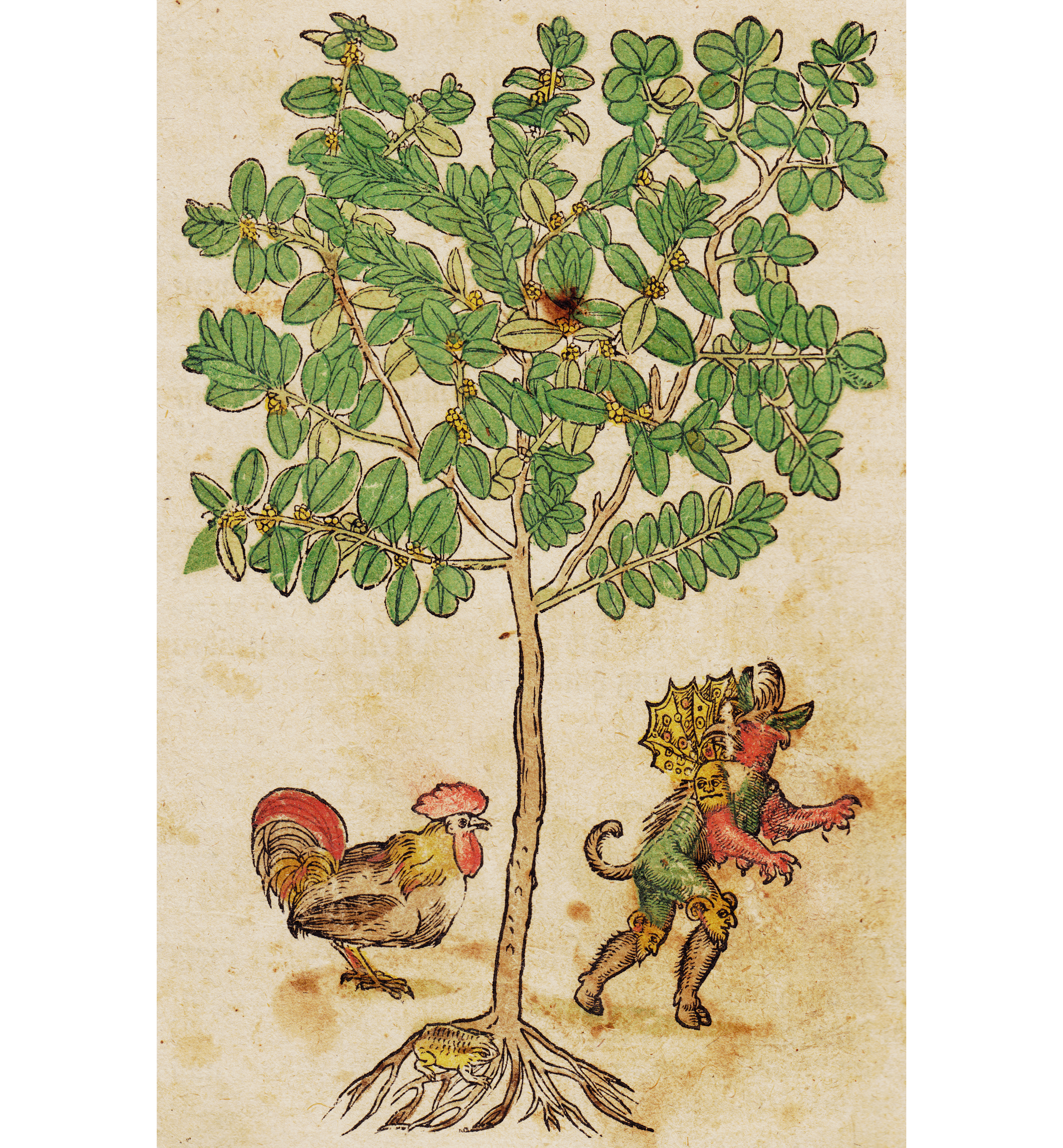
Gewöhnlicher Buchsbaum Abbildung in: Hieronymus Bock. Kräuterbuch 1551

1533 reiste Otto Brunfels von Straßburg nach Hornbach zu Hieronymus Bock. Er drängte ihn, sein Kräuterwissen schriftlich niederzulegen.
Bock nahm es mit seinen Pflichten als Stiftsherr nicht sehr ernst, und so kam es zum Streit mit den anderen Stiftsherren, der 1536 in einem für Bock günstigen Vergleich beigelegt wurde: Er musste zwar einen Teil der Stiftungseinlage nachzahlen, wurde aber von den Lehrverpflichtungen an der Schule befreit und musste auch am Chorgebet (Stundengebet) und den Kapitelsitzungen nur teilnehmen, wenn es seine ärztlichen Pflichten oder botanischen Studien erlaubten.
1536, oder spätestens 1538, war der Übergang von Kloster und Stift zur Reformation auch öffentlich vollzogen: Die Konventualen verließen das Kloster oder heirateten, und Bock übernahm das Pfarramt der Gemeinde Hornbach. Auf der ersten offiziellen Synode der neuen „Landeskirche“ im Jahre 1539, auf der Schwebels „12 Artikel“ (die erste Kirchenordnung der Grafschaft von 1533) erweitert und von den anwesenden Pfarrern unterschrieben wurden, zeichnet Bock als „Pfarrer von Hornbach“. In gleicher Funktion wird er im Visitationsprotokoll von 1544 erwähnt: „Iheronimuß Bock, Pfarrer zu Hornbach, ist seiner lere und sonst nach aller notturfft befragt, hat der lere halben wol geantwort, vergleicht sich wol.“
Dennoch ist unbestritten, dass seine botanischen, medizinischen und pharmakologischen Studien den Schwerpunkt seiner Arbeit und seines Lebenswerkes ausmachen. Auf ausgedehnten Reisen, die ihn von den Ardennen bis in die Schweizer Alpen führten, versuchte er sich als einer der ersten Wissenschaftler seiner Zeit an einer umfassenden Aufnahme und Beschreibung der mitteleuropäischen (Heil-)Pflanzen. Das Ergebnis dieser Studien ist sein Hauptwerk, ein Kräuterbuch, zu dessen Veröffentlichung ihn der berühmteste Botaniker seiner Zeit, Otto Brunfels, drängte: Das New Kreütter Bůch von 1539.
Am 10. Juni 1548 immatrikulierte sich Hieronymus’ Sohn Heinrich an der Universität Heidelberg als „Heinricus Bock de Zweybruck dioc. Metensis“.
1548 brachte das Augsburger Interim einen großen Rückschlag für die Reformation, die evangelischen Fürsten und Reichsstädte gerieten nach dem verlorenen Schmalkaldischen Krieg in schwere Bedrängnis. An vielen Orten wurden die evangelischen Prediger entlassen; nicht überall gelang es, wie z. B. in Württemberg, sie mithilfe von Lehrerstellen unter der Hand im Lande zu halten.
In Pfalz-Zweibrücken wurde den Interimsbestimmungen besonders lange und listenreich entgegengearbeitet, eine offizielle Durchführung des Interims wurde hier so lange hinausgezögert, dass es gar nicht landesweit durchgeführt werden konnte. Sicher ist allerdings, dass die vier Klöster des Landes eine Art letztes Aufbäumen erlebten; in Hornbach etwa musste Abt Kintheuser, der mit Bock befreundet war, resignieren und dem strengen Katholiken Johann Bonn von Wachenheim weichen. Dieser sperrte Bock und den anderen lutherischen Stiftsherren die Einkünfte und forderte sie am 26. Januar 1550 ultimativ auf, entweder der lutherischen Lehre oder ihres Kanonikates zu entsagen. Somit war die Stellung Bocks unhaltbar geworden, auch Herzog Wolfgang konnte ihm nicht helfen.
Ende Juli 1550 finden wir ihn jedenfalls als Leibarzt Graf Philipps II. in Saarbrücken. Bock weilte nicht lange am Saarbrücker Hof, als wichtigstes Unternehmen wird aber auch hier die Anlage eines Kräutergartens überliefert. Von hier schrieb er an seine alte Gemeinde Hornbach einen langen und drängenden Brief (siehe unten unter Werke).
Schon 1552, also vermutlich unmittelbar nach dem Passauer Vertrag, der den Interimsbestimmungen ein Ende setzte, kehrte Bock nach Hornbach zurück – Abt Johann Bonn war mittlerweile gestorben, so dass Bock seine Tätigkeit als Prediger ungehindert fortsetzen konnte. Er erlebte noch, wie sein Sohn Heinrich am 25. Januar 1553 von Abt Sebastian als Schulmeister in Hornbach eingesetzt wurde.
Am 21. Februar 1554 starb Hieronymus Bock und wurde in der Stiftskirche St. Fabian beigesetzt.
Sein Epitaph ging verloren; die Grabinschrift lautete:

„Anno domini M.DLIV. XXI. Februarii Hieronymus Tragos animae corporisque quondam medicus et canonicus huius aedis in domino Jesu obdormivit, cuius anima in consortio beatorum quiescat. Amen.“

„Am 21. Februar im Jahre des Herrn 1554 entschliefen Seele und Körper von Hieronymus Bock, der Arzt und Stiftsherr dieses Hauses war, im Herrn Jesus; dessen Seele ruhe in der Gemeinschaft der Seligen. Amen.“

Heinrich Fabricius, von 1577 bis 1600 Rektor des Gymnasiums in Hornbach, hat eine Vita Hieronymi Tragi verfasst.

## Nach Bock benannte Taxa
Charles Plumier benannte ihm zu Ehren die Gattung Tragia der Pflanzenfamilie der Wolfsmilchgewächse (Euphorbiaceae). Carl von Linné übernahm später diesen Namen. Auch die Gattungsnamen Tragiella Pax & K.Hoffm., Agirta Baill. und Tragiopsis H.Karst. aus der Familie der Wolfsmilchgewächse wurden ihm zu Ehren benannt.
Auch die Gattungen Tragus Haller aus der Pflanzenfamilie der Süßgräser (Poaceae) und Boca Vell. aus der Familie der Weidengewächse (Salicaceae) sind nach ihm benannt.

## Schriften (Auswahl)
- New Kreütter Bůch von underscheydt, würckung und namen der kreütter so in Teütschen landen wachsen. Auch der selbigen eygentlichem und wolgegründetem gebrauch in der Artznei, zů behalten und zů fürdern leibs gesuntheyt fast nutz und tröstlichen, vorab gemeynem verstand. Erschienen in erster, nicht illustrierter, Auflage in Straßburg 1539 (bei Wendel Rihel). 1546 erfolgte eine zweite Auflage (ebenfalls bei Rihel), diesmal mit zahlreichen Abbildungen des Illustrators David Kandel versehen.

- Diverse Nachdrucke sowie weitere, verbesserte Auflagen werden bis in das 17. Jahrhundert veröffentlicht; posthume Auflagen werden durch Melchior Sebizius (auch Sebisch und Sebitz) überarbeitet, zum Beispiel:

- Kreütterbuch, darin underscheidt, Nammen und Würkung der Kreütter, Stauden, Hecken unnd Beumen, sampt ihren Früchten, […]. Item von den vier Elementen, zamen und wilden Thieren, […]. Jetzund auffs new mit allem fleiß vbersehen, und mit vilen nützlichen Experimenten gebessert und gemehrt. […] Durch den Hochgelehrten Melchiorem Sebizium Silesium. Josias Rihel, Straßburg 1577 (Digitalisat); Nachdruck München 1964.

- Die erste lateinische Übersetzung erscheint 1552 unter dem Titel De stirpium […] commentariorum libri tres mit einem Vorwort von Conrad Gessner. In der lateinischen Fassung des von David Kyber übersetzten Kräuterbuches wird zum ersten Mal die moderne Fassung der Riesling-Rebe beschrieben.

- Der große Erfolg des Werkes beruht auf den sorgsamen Beobachtungen und etwa 700 Pflanzen umfassende Beschreibungen Bocks sowie seiner langjährigen Erfahrung als Arzt. Seine Pflanzenbeschreibungen sind dabei weitaus genauer und zutreffender als die aller bisherigen Werke ähnlicher Art. Seine Systematisierungen allerdings leiden unter dem Versuch, die eigenen Erfahrungen und Beobachtungen mit den überlieferten wissenschaftlichen Werken der Antike in Einklang zu bringen – ein aussichtsloses Unterfangen: Seine Taxonomie bezog sich noch auf die vegetativen Merkmale der Pflanzen und nicht auf die Blüten.

| Erscheinungsjahr | Drucker                  | Ort       | Besonderheit | Digitalisat   |
| ---------------- | ------------------------ | --------- | --- | ------------- |
| 1539             | Wendel Rihel             | Straßburg | Erstausgabe ohne Bilder                                                                                                | (Digitalisat) |
| 1546             | Wendel Rihel             | Straßburg | Zweitausgabe mit Bildern von David Kandel                                                                              | (Digitalisat) |
| 1551             | Wendel Rihel             | Straßburg | | (Digitalisat) |
| 1552             | Wendel Rihel             | Straßburg | Lateinische Ausgabe in der Übersetzung von David Kyber: De stirpium, maxime earum, quae in Germania nostra nascuntur … | (Digitalisat) |
| 1553             | Wendel Rihel             | Straßburg | Abbildungen ohne Text: Verae, atque ad vivum expressae imagines omnium herbarum                                        | (Digitalisat) |
| 1565             | Wendel Rihel             | Straßburg | | (Digitalisat) |
| 1572             | Wendel Rihel             | Straßburg | | (Digitalisat) |
| 1577             | Wendel Rihel             | Straßburg | Überarbeitet und kommentiert durch Melchior Sebitz                                                                     | (Digitalisat) |
| 1595             | Wendel Rihel             | Straßburg | | (Digitalisat) |
| 1630             | Wilhelm Christian Glaser | Straßburg | | (Digitalisat) |

Weitere Werke in deutscher Sprache:
- Der vollen Brüder Orden (Ausgabe: Harald Lehmann, Peter Seidensticker (Hrsg.): Der vollen Brüder Orden. Hieronymus Bocks Weintraktat (um 1540). Eine Weinsatire aus dem 16. Jahrhundert. Wiesbaden 2013, Digitalisat)
- Kurz Regiment für das grausam Hauptwehe und Breune / vor die Gemein und armes heuflin hin und wider im Wasgaw und Westereich. Georg Messerschmid, Straßburg 1544 (Digitalisat)
- Teutsche Speißkammer. Wendel Rihel Straßburg 1550 (Digitalisat) 1555 (Digitalisat)
- Bader-Ordnung […]. Wendel Rihel, Straßburg 1550, eine Art Handbuch für den Badegast;
- Artzneybüchlein. Ordentliche, gemeine Cur und hülffe für das Stechen und Seitengeschwür, genannt Pleuritis […]. Augsburg 1551.
- Was sich der Mensch in den vier zeiten durchs jar, unnd fürter auch allen und jeden Monat in sonderheyt haltenn sol, Auß dem fünfften, unnd neünzehenden capitel Sorani des Ephesiers gezogen lautet der Titel einer kleinen Schrift von Bock, die von Johann Dryander erstmals 1551 veröffentlicht wurde in seinem Buch New Artznei und Practicierbüchlin zu allen Leibs gebrechen und Kranckheyten [...]. Sampt andern Heylsamen Tractätlin, D. Euricii Cordi und H. Hieronymi Bock.   Getruckt zů Franckfurt am Meyn bei Christian Egenolff. (Digitalisat)
  - Was sich der Mensch inn den vier zeiten durchs Jar/ vnnd fürter auch allen vnnd jeden Monat inn sonderheit halten soll/ Auß dem fünfften vnnd neuntzehenden capitel Sorani deß Ephesiers gezogen lautet der Titel einer kleinen Schrift von Bock, die von Johann Dryander 1557 veröffentlicht wurde in seinem Buch New Artznei und Practicierbüchlin zu allen Leibs gebrechen und Kranckheyten, getruckt zu Franckfort am Myen bei Christian Egenolffs Erben.[16]
- Sein einziges theologisches Werk ist der (nur handschriftlich erhaltene) Sendbrief an die Gemeinde in Hornbach, in dem Bock seine ehemaligen Gemeindeglieder aus dem Saarbrücker Exil mahnt, fest an der einmal erkannten Wahrheit der lutherischen Lehre zu bleiben trotz aller Rekatholisierungsbemühungen des Abtes. Der Brief ist, im typischen Kontroversstil der Zeit gehalten, ein lebendiges Beispiel für das seelsorgerliche Bemühen Bocks. In einer an Martin Luther erinnernden Sprache, am paulinischen Briefstil geschult (und auch mit zahllosen in den Text eingeflossenen biblischen Wendungen) legt Bock vor allem die beiden reformatorischen Grundeinsichten des „solus Christus“ und des „sola fide“ aus gegen die von der lutherischen Theologie des 16. Jahrhunderts angeprangerten Missstände des vortridentinischen Katholizismus: Werkgerechtigkeit, Heiligen- und Messwesen. Der dritte Grundpfeiler der lutherischen Lehre, das „sola scriptura“, wird von Bock zwar ebenfalls kurz angeführt, aber nicht im vergleichbaren Maße erörtert.